# 阿爾卡特拉斯島
阿爾卡特拉斯島（英語：Alcatraz Island），又譯亞卡拉島，俗稱巨岩（The Rock），是位于美國加州舊金山灣内，距離旧金山市区1.5英里（2.4千米）的一座小島，面積0.0763平方公里，四面峭壁深水，聯外交通不易。早期島上建有燈塔，是一軍事要塞（1868），後來被選擇為監獄建地，在1934年至1963年間被設為惡魔島聯邦監獄，關押過不少知名的重刑犯人。1970年代，全國掀起一股國家本土主義浪潮，在此期間，阿爾卡特拉斯島曾被一群來自舊金山的本土主義者佔據19個月之久。1972年，阿爾卡特拉斯島成為一個娛樂景點，并于1986年被授予美國國家名勝。
如今，阿爾卡特拉斯島與金門大橋同為舊金山灣的著名觀光景點，受美國國家公園管理局管理。遊客能從舊金山漁人碼頭旁的33號碼頭渡船到達。

## 历史

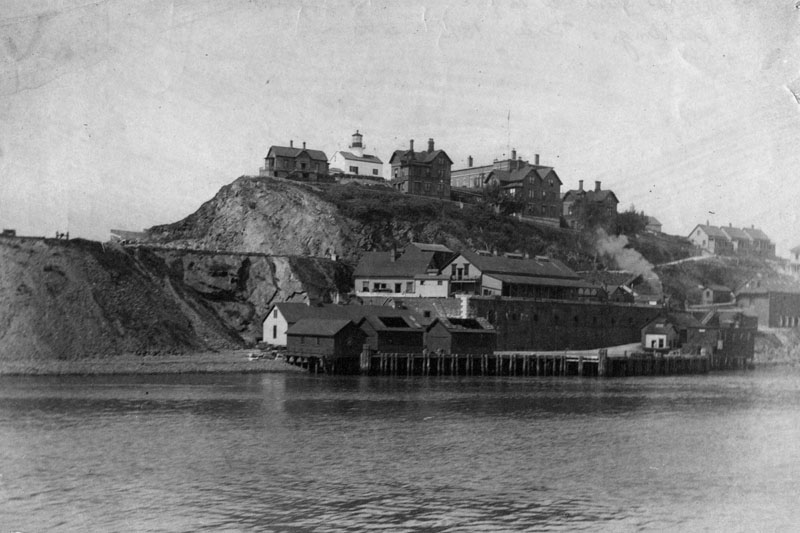
1895年的阿爾卡特拉斯島

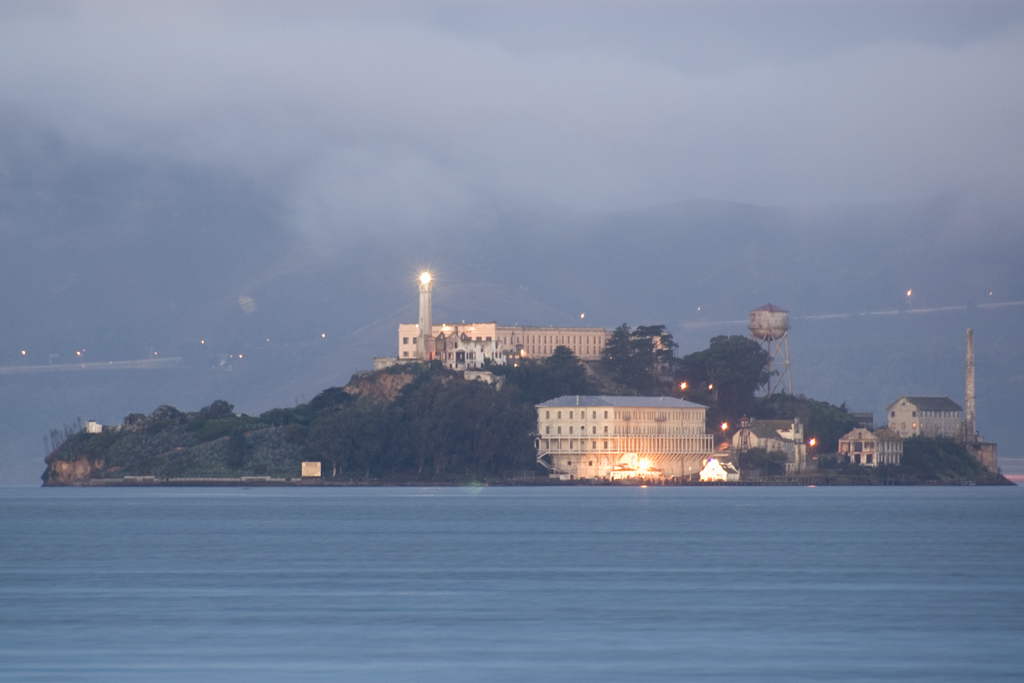
黄昏中的阿爾卡特拉斯島，自东侧拍摄，左侧为“游行平台”

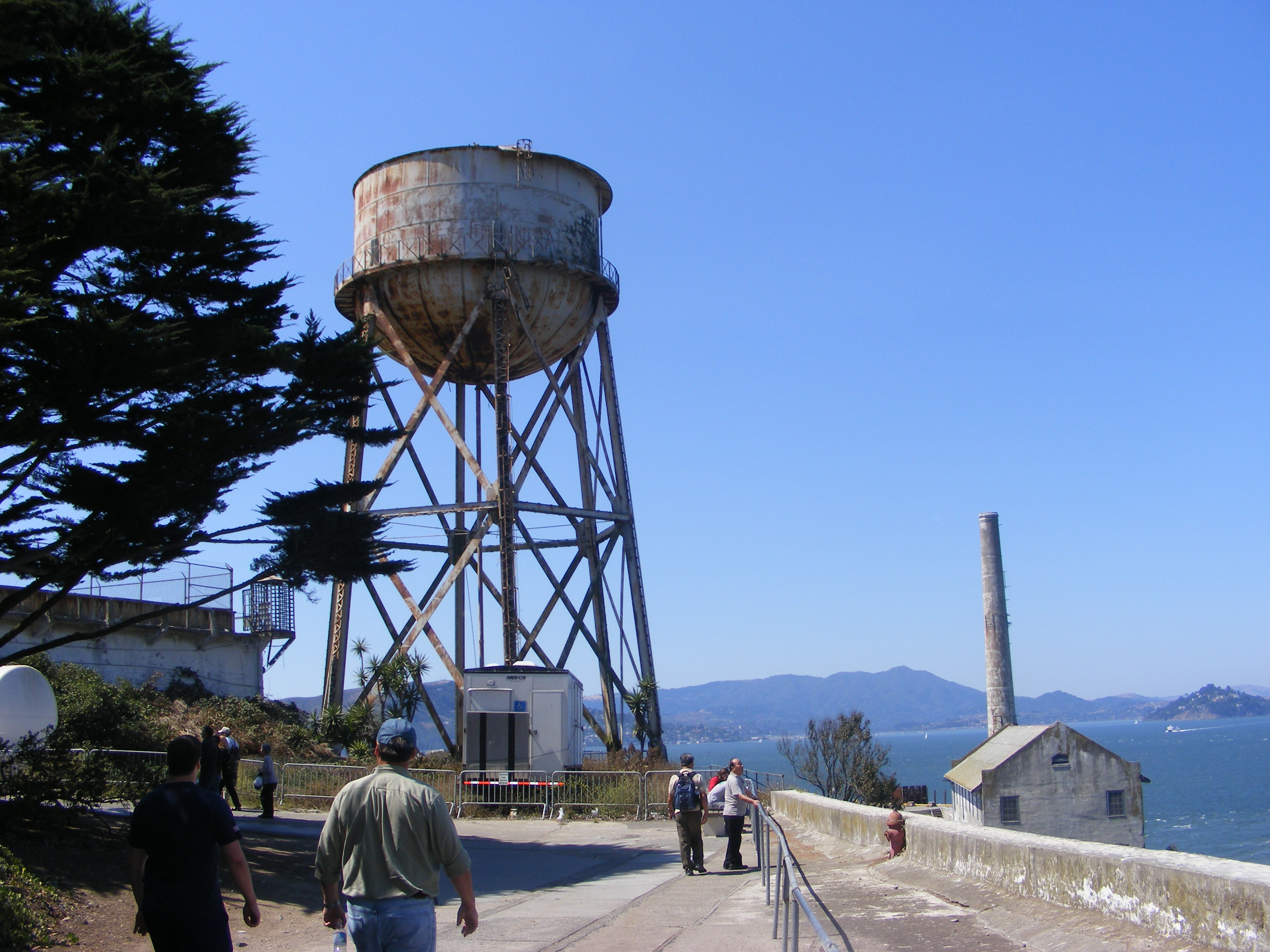
水塔和发电室

美國本土居民對阿爾卡特拉斯島保持著一定距離，將其稱之為“惡魔島”，并認為這座島被詛咒。第一個記錄這個島的是一個西班牙人Juan Manuel de Ayala，1775年，他繪製了聖弗朗西斯科海灣的地圖，並且將他認定為“La Isla de Los Alcatraces”，意即“鵜鶘之島”的三座島之一命名為“Alcatraz”，中文意思就是“鵜鶘”，這是一個從阿拉伯語القطرس al-qaṭrās借鑒來的詞，意為海鷹。一直以來，英文名“Alcatraz”流傳甚廣。1827年8月，法國航海家Auguste Bernard Duhaut-Cilly寫到“……當經過阿爾卡特拉斯島時……被數不盡的鵜鶘所覆蓋。向著這些鳥群中開一槍，驚起的鳥群帶著憂鬱龍卷風一樣的呼聲，遮天蔽日。”但是如今在島上已經看不到加利福尼亞棕鵜鶘（Pelecanus occidentails californicus）的蹤影。除了西班牙人建的小房子外，基本沒有別的了。常用的中譯俗称「惡魔島」則是由《山姆大叔的惡魔島》（Uncle Sam's Devil's Island）一書而來，與原文「Alcatraz」差異甚大，所以也有音譯為阿卡翠斯島、阿卡特茲島、艾卡崔茲島及阿爾卡特拉斯島等。

### 軍事駐軍
最早的有記錄的阿爾卡塔拉斯島的擁有者是Julian Workman，1846年6月，墨西哥政府官員Pio Pico將島授予他並讓他承擔島上建造燈塔的工作。Julian Workman是William Workman的教名，他有一個合作者Rancho La Puente，同時他也是Pio Pico的好友。1846年底，John C. Fremont，美國加州軍事官員，以美國州立政府的名義從Francis Temple以5000美元的價格购買了阿爾卡特拉斯島。1850年，墨西哥-美國戰爭之後，在美國從墨西哥收購了加州的基礎上，出於軍事目的，美国第十三任總統米勒德·菲尔莫尔下令將阿爾卡特拉斯島設為美國聯邦特別軍事預留基地。John C. Fremont本期望能從美國政府手中拿到一筆可觀的賠償金，但是後來美國政府什麽也沒給他。John C. Fremont和他的兒女直到1890年仍在爲了得到補償金上訴。
墨西哥-美國戰爭之後，雙方簽署了瓜达卢佩-伊达尔戈条约，直接導致美國從墨西哥收購加利福尼亞州。隨後迎來了加州淘金浪潮。隨後幾年，美國軍方開始考慮在阿爾卡特拉斯島沿岸設置炮兵連保護舊金山海灣是否合適。1853年，在Zealous B. Tower的指示下，美國陸軍工程兵團開始在島上修建防禦工事。島上的第一支駐軍約有200人合11門加農炮，在1853年底入駐。1861年，美國內戰爆發，島上共有85門加農炮（1866年時增加到105門）。與此同時，阿爾卡特拉斯島同時也作為聖弗朗西斯科的軍火庫，為避免這裡落入聯邦同情者的手上。作為“西海岸重型軍事基地”的阿爾卡特拉斯島和Fort Point以及Lime Point組成了聖弗朗西斯科海灣的三角防線，保證了海灣的安全。阿爾卡特拉斯島上有美國西海岸仍在運行的最古老的燈塔。在戰爭時期，島上的武器從未作為攻擊目的使用過，儘管在此期間這裡關押了西海岸的海盜和一些聯邦同情者。

### 軍事監獄
由於聖弗朗西斯科海灣冰冷且極度危險的洋流將阿爾卡特拉斯島與外界隔離開來，這裡早在1861年便用來囚禁內戰囚犯。
1866年，軍方發現島上的防禦軍事以及槍械隨著軍事科技的迅猛發展已經非常落後。軍方採取了一系列現代化措施試圖提高島上的整體防禦水準，包括一個一開始雄心勃勃但是後來不了了之的計劃。後來，相反地，軍方將重心從岸線的防禦上轉移到了對人員額拘留工作上，因為阿爾卡特拉斯的獨特地理隔絕優勢，這個任務顯然非常合適。1867年，島上建成了一個磚房牢房（之前的囚犯都被關在地下室），1868年，阿爾卡特拉斯到被官方特別指定在此長期關押軍事罪犯。
1898年，西班牙-美國戰爭爆發，囚犯的數量從26增加到了450。從1905到1907年間，這裡的最高指揮官是George W. Mclver。 1906年聖弗朗西斯科地震以後，爲了安全起見，內戰的囚犯被轉移到了這裡。1907年3月21日，阿爾卡特拉斯被官方正式任命為美國西部軍事監獄，後來在1915年改為美國紀律軍營，太平洋分部。1909年，島上開始大規模混凝土牢房的建設，由Major Reuben Turner負責，他後來成為了這個島的標誌之一。工程于1912年結束。爲了有提供足夠的空間，Citadel，一座三層樓高的軍營被夷為平地。新的牢房建在一個人工挖掘的大坑上（形成了一個“護城河”），增强了它的防禦性能。一層與地下室合併，這就是後來傳奇的“審訊室”。島上的防禦工事與1933年十月拆除並轉移到了聯邦監獄局。
在一戰期間，阿爾卡特拉斯也關押過一些拒服兵役的人，包括《山姆大叔的惡魔島》的作者Phili Grosser，這本書記錄了他本人在島上的經歷。

### 聯邦監獄
美國聯邦紀律軍營在1933年10月12日被美國律政司收購，於是阿爾卡特拉斯在1934年8月轉交聯邦監獄局，設置惡魔島聯邦監獄。這裡關押的都是在別的監獄里不斷搗亂的囚犯。1934年8月11日上午9:40，第一批來自美國各個州的137名囚犯乘坐火車到達監獄。他們身上設置有嚴密地安全防護裝置，有60名美國聯邦調查局特別探員，以及美國警長和列車安保人員負責押送。這些囚犯大多數是惡名昭彰的銀行搶劫犯以及殺人犯。監獄最初由155名職員，包括第一任監獄長James A. Johnston和副監獄長J. E. Shuttleworth，他們倆都是有名的“硬漢”。員工們都接受了高度嚴格地安全訓練。
在監獄使用的29年間，這裡關押了為美國人所知的最惡劣的惡棍。像艾爾·卡彭、羅伯特·斯特勞德、机关枪凯利、“瘤子”约翰逊、Rafael Cancel Miranda、米奇·柯罕、亞瑟·巴克、詹姆斯·約瑟夫·巴爾傑以及艾爾文·卡皮斯。這裡同樣也為職員及親屬提供住宿。
由於惡魔島與世隔絕，再加上附近海象惡劣，一般認為絕不可能從這裡越獄，這也是惡魔島成名的一大原因，在監獄使用的29年間，監獄官方聲稱沒有任何一名囚犯成功越獄。一共36名囚犯嘗試了14次越獄。其中2人曾兩次試圖越獄。23人被緝拿，6人在越獄過程中被擊斃，2人溺亡，5人被列為失蹤（并認為溺亡）。最嚴重的一次越獄發生在1946年5月2日，6人試圖越獄導致“阿爾卡特拉斯械鬥”。
1962年6月11日，弗蘭克·莫利斯、約翰·安格林以及克拉倫斯·安格林執行了堪稱史上最複雜也是最知名的越獄計劃，這起事件被稱為1962年惡魔島越獄事件。

## 後監獄時代
由於聯邦監獄比其他監獄花費更多（每名囚犯每天10美元，而亞特蘭大監獄的囚犯則是3美元），而且半個世紀以來海水中蒸發的鹽嚴重腐蝕了建築物，所以總檢察長Robert F. Kennedy下令惡魔島聯邦監獄於1963年3月21日關閉。此外，越來越多的居民對大約250名囚犯和60個職員家庭排放的污水對舊金山灣造成了污染進行抗議。同年，美國伊利諾伊馬裡恩聯邦監獄作為阿爾卡特拉斯監獄的替代投入使用。
2025年5月4日，特朗普总统指示司法及国土安全部门重启经扩建和重建的阿爾卡特拉斯島聯邦監獄。

### 原住居民的佔領

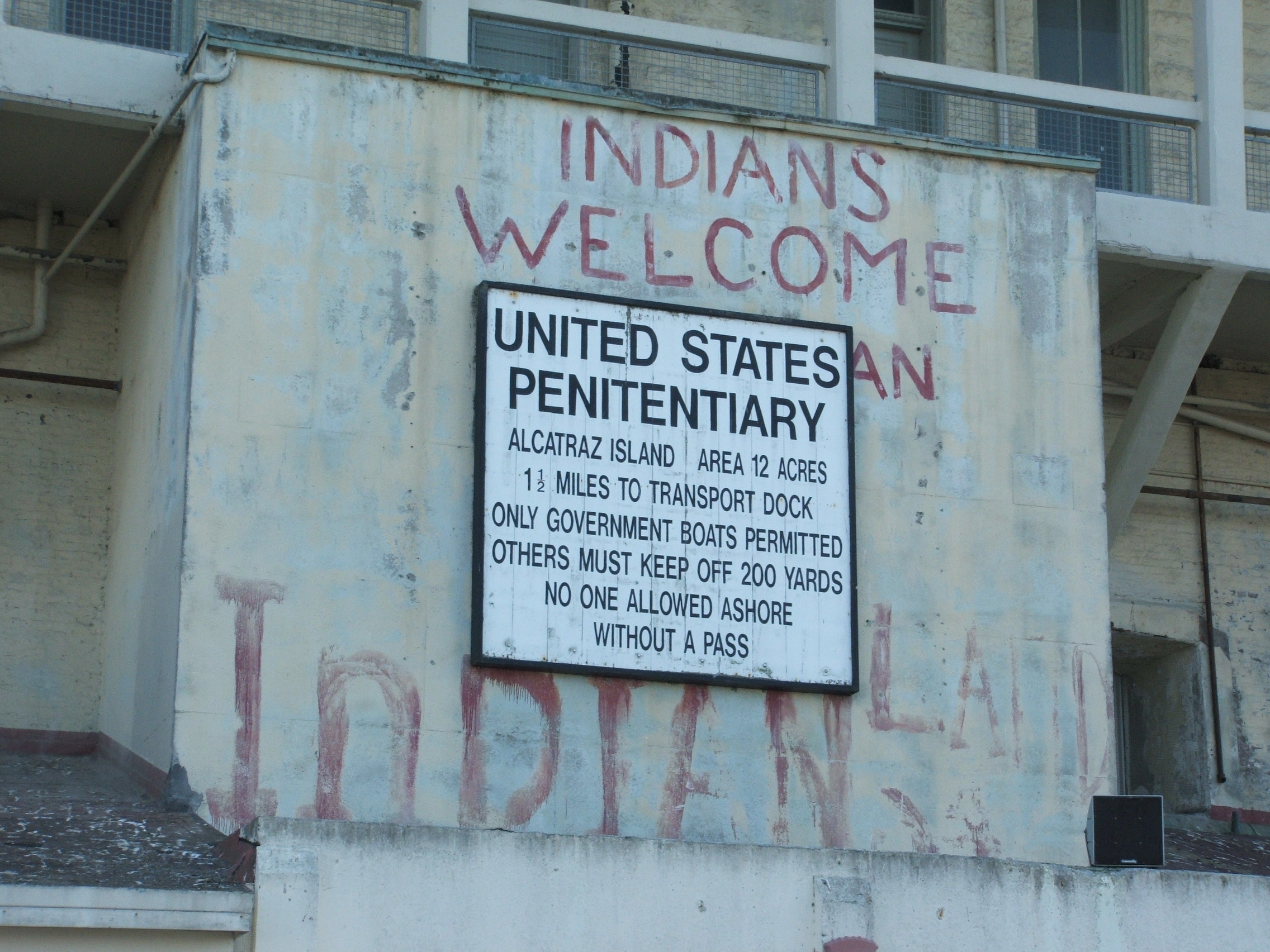
原住民占领的痕迹

1964年3月8日，阿爾卡特拉斯第一次被美國原住民激进分子佔領。此事件被《舊金山紀事報》以及《舊金山檢查報》報導。
從1969年11月20日開始，一群成為美國印第安部落群的本土美國人佔領了阿爾拉特拉斯島，抗議一些與美國印第安人相關的聯邦政策，他們大部份是來自舊金山的大學生，一部份是因為一個1930年到1950年間由印第安人事務局發起的一個城市化計劃而安置在此的印第安人的孩童。印第安人事務局的這項計劃旨在給與印第安人在城裡更多的機會，因為過去很多印第安聚集地的人因為遠離城市從而與工作市場無緣。
這些佔領者在島上待了大約兩年時間，並要求改善島上的設施，建造新的教育中心、生態中心以及文化中心。這些美洲印第安人提出了拉勒米堡條約（1868），聲稱此條約保證將所有無用的、廢棄的土地退還給土地的原主人。（注：此條約聲稱任何與蘇族保留區接壤的聯邦土地均可被當地蘇族人重新認領。）各族印第安人之後以“發現者擁有權”宣佈擁有阿爾卡特拉斯島，因為當地土著比歐洲人來美洲早好幾千年就已經知道了這個島。由舊金山印第安人帶頭，這個佔領活動吸引了全國其他地方的本土印第安人，包括明尼阿波利斯的美州印第安運動的城市激進分子。
本土美國人對美國政府的許多條約以及從他們部落拿走的土地的行為要求賠償。在關於“發現者擁有權”的討論中，歷史學家Troy R. Johnson在《佔領阿爾卡特拉斯島》（The Occupation of Alcatraz Island）中提出並確認土著居民在歐洲人知道北美之前至少10000年前便已經知道了阿爾卡特拉斯島。
本土美國人反對聯邦政府的一些政策，例如送孩子去寄宿學校會造成巨大壓力。他們引用了霍皮族人在1895年的例子，這些人是軍事囚犯。美國政府答應釋放這些人，只要他們同意將他們的孩子送去美國印第安學校上學。這些人拒絕了，因為他們相信這將造成他們的文化被破壞並同化。這個政策直接破壞了霍皮族人可能與美國政府建立良好關係的機會。
在本土印第安人佔領阿爾卡特拉斯島的19個月又9天中，包括娛樂大廳、海岸警衛隊宿舍、監獄長的房子在內的一些建築物被破獲或焚毀。美國政府在佔領活動結束之後拆卸了一些其他的建築，大多數是宿舍。佔領過後，塗鴉四處可見。
在佔領活動期間，尼克松總統廢止了《印第安人終止政策》。他建立了一個新的自我認定政策，作為佔領活動公共影響的產物。佔領活動於1971年6月11日結束。
美國政府其後歸還了一部份無用的土地給本土印第安部落。
2011年一個永久性的多媒體展覽在阿爾卡特拉斯島上開幕，對為期19個月的佔領活動進行反思。應佔領者們的要求，在原來牢房地下室的一個樂隊練習室中，設立了印第安人的文化中心。這個展覽名為“我們仍然在這裡”，展示了許多由舊金山州立大學和加利福尼亞州立大學的學生搜集的非常有特點的照片，影片，聲響記錄。展覽館的館長採訪了佔領活動領導者的後裔Richard Oakes和其他佔領活動的參與者。

## 地標

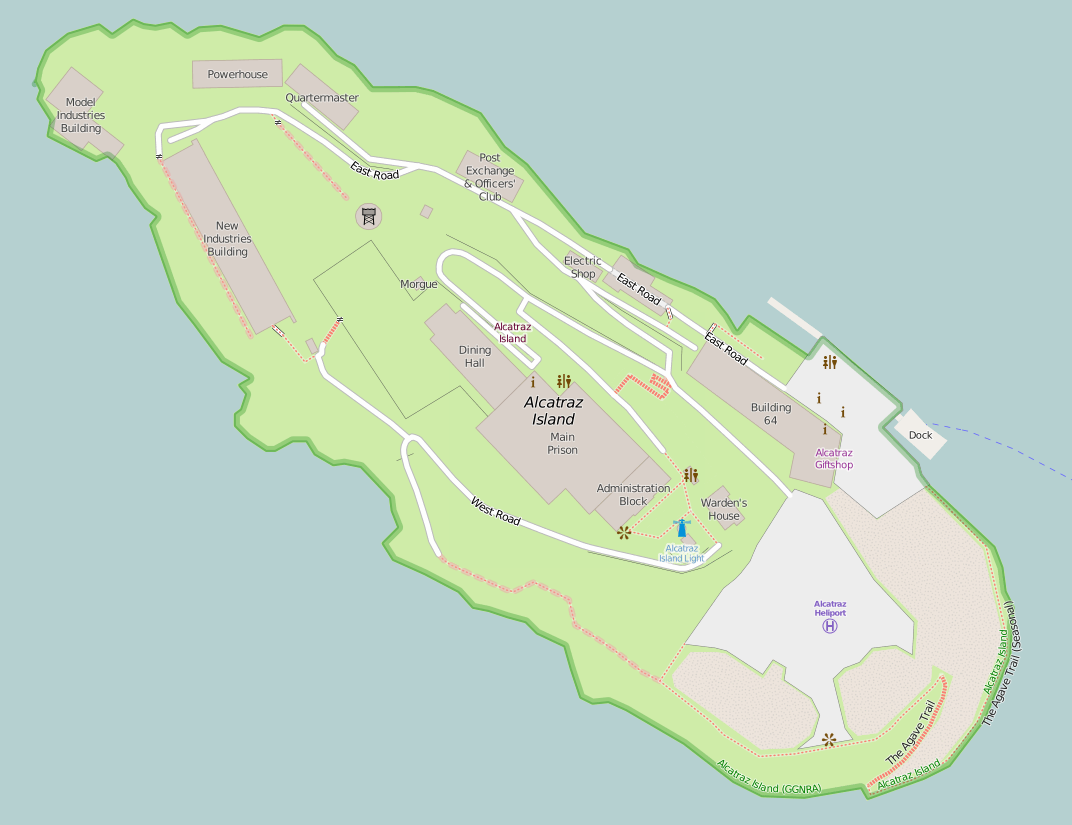
阿爾卡特拉斯島地图

1976年，整個阿爾卡特拉斯島被列入國家史蹟名錄，並在1986年被認定為國家歷史名勝。1993年，國家公園服務部公開了一篇題為《阿爾卡特拉斯發展理念及其環境評估》的計劃，這個計劃于1980年批准，開放了島上相當於原來一半的地方供更多遊客遊玩，讓遊客能更加享受美麗的景色。

## 發展
如今，美洲印第安人群體，像國際印第安人條約理事會，在每年的哥倫布日和感恩節召開儀式，集會。例如非常值得注意的“日出聚會”。
全球和平基金會提議將島上的監獄夷為平地並在這裡建一個和平中心。這項提議估計將花費10億美元。爲了讓計劃得到實施，國務將不得不把阿爾卡特拉斯島排除國家公園服務部。提議的反對者稱阿爾卡特拉斯島歷史非常悠久，不應該被破壞。在2008年2月6日，這項提案沒有通過審議，共有72%的人投票反對這項提案。

## 植物
島上的花園起初是由軍人及他們的親屬種植照料，後來則是監獄的職員照看。1963年監獄關閉后，這些植物便被忽視了。40年後，由花園水利協會和金門大橋花園保護協會出資請了一批專門的人員以及志願者對花園進行照料。無人照看的花園邊的雜草叢生並且有很多鳥類在此築巢，把這裡當成了避難所。如今，鳥類的棲息地被保留並保護，其他一些花則被遷移回它們原來的產地。
在清除雜草的過程中，工作人員發現很多原生植物，有一些已經超過了100年。這裡有很多玫瑰相互雜交并傳播繁衍，包括威爾士玫瑰（Bardou Job）－一種被認為已經滅絕了的玫瑰。許多玫瑰、肉質植物、天竺葵在蘋果樹下、無花果樹下、豌豆叢中、修剪整齊的花園裡、夾雜著的黑莓叢裡、長滿金銀花的路邊雜草叢中，旺盛地、瘋狂地生長盛放，形成美麗的畫面。

## 大众文化

### 遊戲
- 《紅色警戒2：尤里的復仇》战役模式盟军第一关《光阴似箭》与苏军第一关《时间转移》中，玩家均需摧毁尤里在恶魔岛上建造的心灵控制器。
- 《決勝時刻：黑色行動II》僵尸倖存模式。
- 《看門狗2》惡魔島。
- 魔兽世界的一个70级副本arcatraz是阿尔卡特拉斯岛命名的，中文翻译为禁魔监狱（繁體中文翻譯為亞克崔茲）。
- 2020年手機遊戲《決勝時刻》最新地圖加入了阿爾卡特拉斯島。

### 影視
惡魔島亦多次成為好萊塢的電影主題，最知名為1996年的《絕地任務》，由、主演。其餘的還有《奪天書》（2010），《X戰警：最後戰役》（2006），《致命遊戲》（2002），《一級謀殺》（1995）,《逃出亚卡拉》（1979），《惡靈古堡：死亡島》（2023）。
2012年，由J·J·艾布拉姆斯担任编剧，以惡魔島聯邦監獄的关闭为背景的科幻惊悚电视剧《恶魔岛》开始在美国Fox电视台播放。

## 圖片

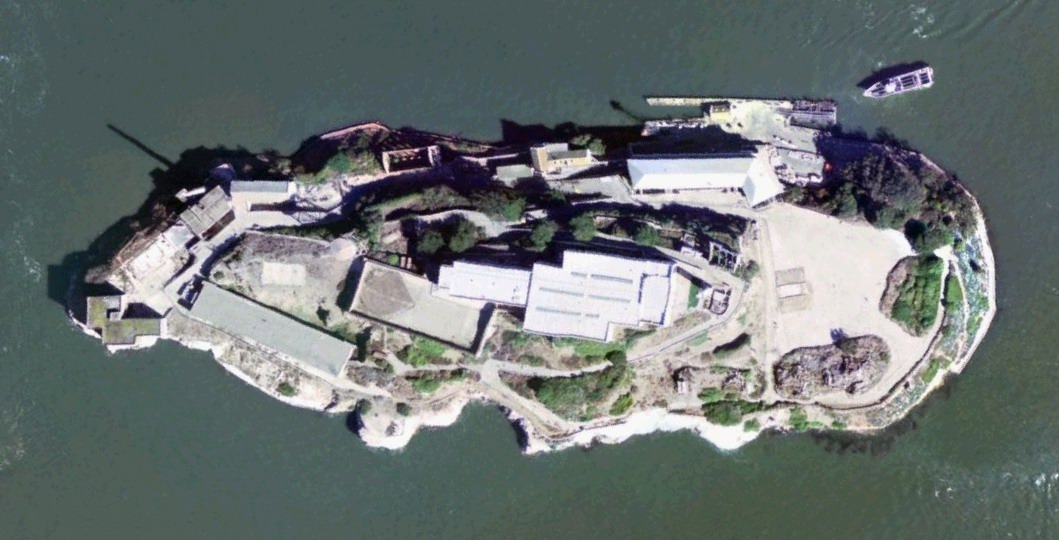
空照圖
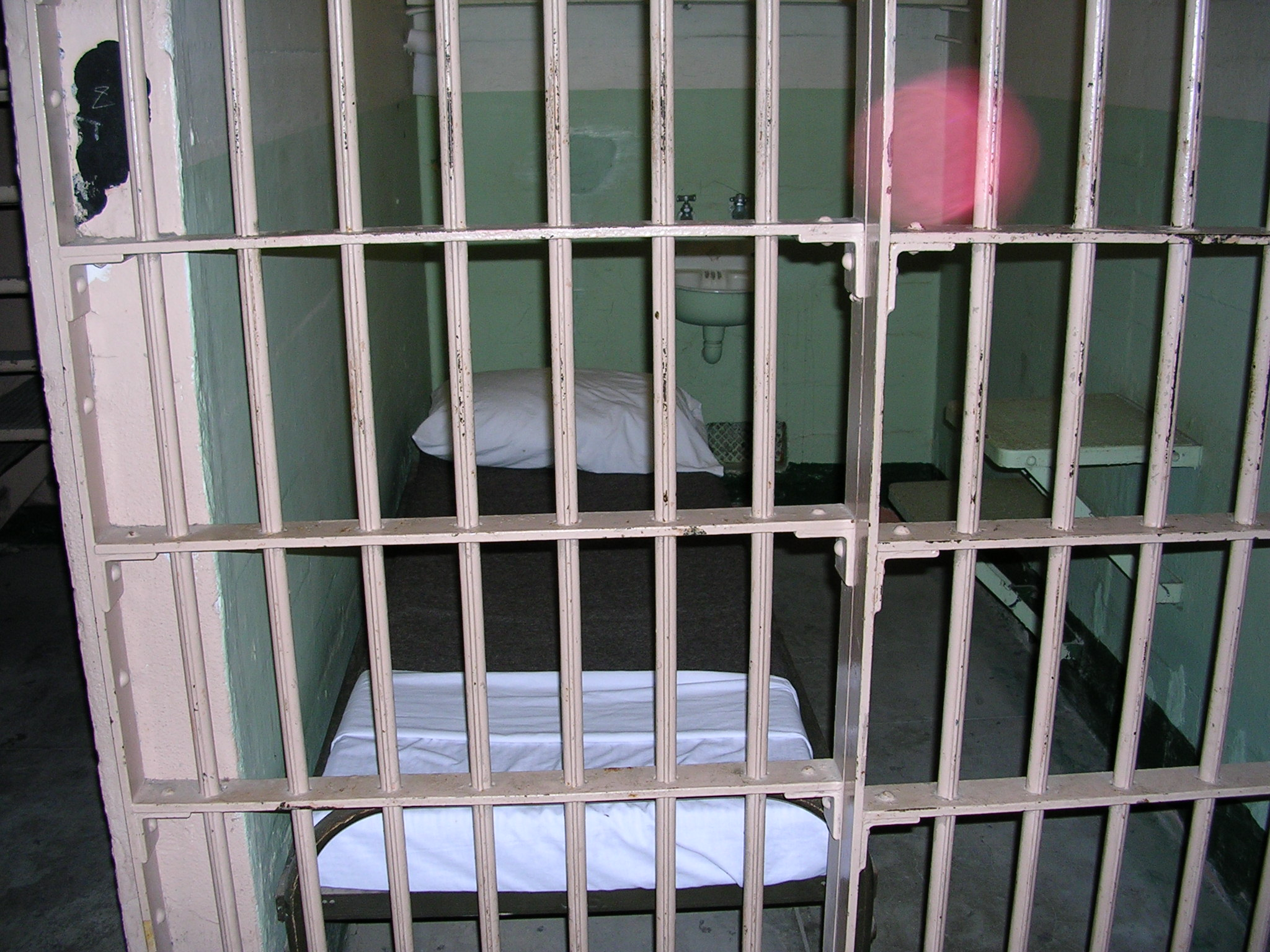
牢房
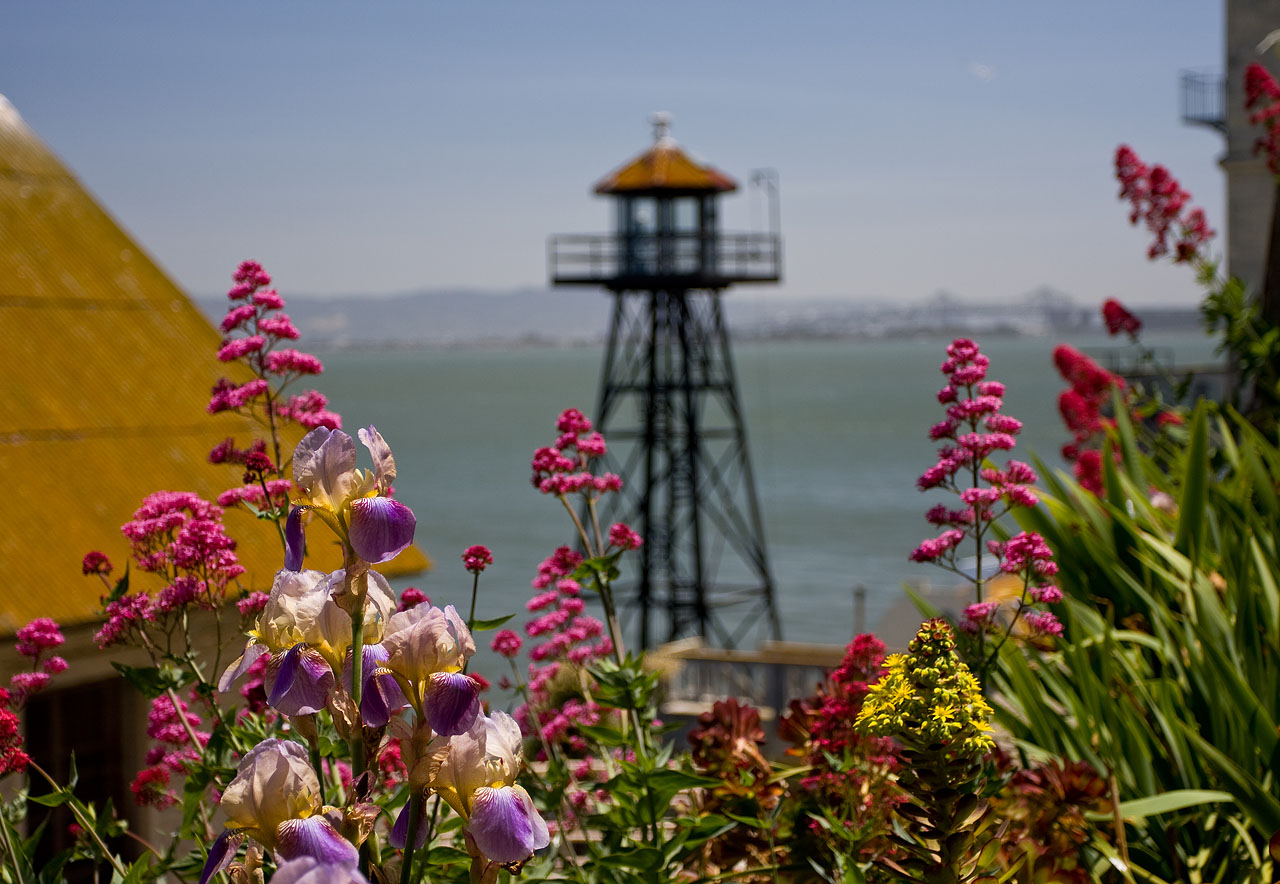
守衛塔